# Kabareh Cheikhats
Kabareh Cheikhats (arabe : كابريه الشيخات) est une représentation théâtrale de cabaret chaabi (musique folklorique) marocaine par la troupe Jouk Attamtil Al Bidaoui (جوق التمثيل البيضاوي, "The Casablancan Acting Troupe"), une troupe basée à Casablanca,,.
Dans le spectacle, dirigé par Ghassan El Hakim, les acteurs masculins jouent des rôles de femmes, pour rendre hommage aux shaykhāt (شيخات), des artistes féminines populaires telles que Fatna Bent Lhoucine ou Haja Hamounia et à la tradition marocaine folklorique chaabi ,. 

## Historique
Kabareh Cheikhats est le résultat d'un projet que Ghassan El Hakim a commencé à l'origine comme atelier de théâtre en 2014. Après des études à Paris, El Hakim retourne au Maroc et fonde avec ses amis La Parallèle, une école d'art et une troupe de théâtre. Le projet Kabareh Cheikhats est conçu à l'origine comme une pièce de théâtre sur des hommes qui voulaient devenir shaykhāt : des artistes féminines qui interprétaient des chansons et des danses folkloriques lors de mariages et des cérémonies traditionnelles marocaines et d'autres événements - une institution sociale populaire au Maroc.
Au lieu de cela, le projet est devenu un spectacle performatif. Depuis mai 2017, un groupe de onze comédiens a commencé à jouer Kabareh Cheikhats,. Deux spectacles par mois sont produits dans le sous-sol du Vertigo, un bar du centre-ville de Casablanca. En octobre 2017, plus de 40 représentations, en privé comme en public ont eu lieu. La troupe Jouk Attamtil Al Bidaoui commence à se décentraliser et se produit dans d'autres villes du Maroc et tient également un certain nombre de représentations à l'échelle internationale, notamment en Belgique, en France et au Royaume-Uni.
Le 4 mars 2018, Kabareh Cheikhats se produit sur scène avec Haim Botbol (en) au théâtre de la Fédération des œuvres laïques (FOL) de Casablanca.

## Style
La troupe interprète un répertoire d'aïta, un registre folklorique associé à la zone rurale marocaine.